# Liste des conseillers généraux de la Somme de 2011 à 2015

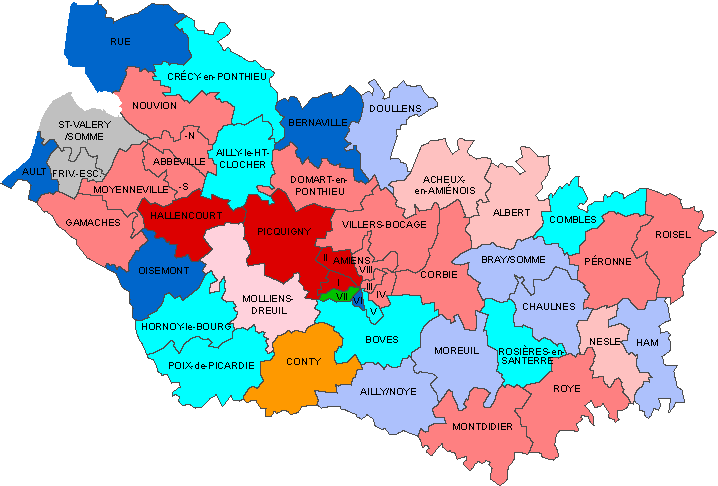
Cantons de la Somme après les élections de 2011

Cet article dresse la liste des 46 membres du Conseil général de la Somme élus lors de l'élection cantonale de 2011, ainsi que les changements intervenus en cours de mandature.

## Composition du conseil général de laSomme(46 sièges)

### Assemblée départementale en début de mandature
| Parti                             | Sigle | Sigle    | Élus                  | Groupe                             |
| --------------------------------- | ----- | -------- | --------------------- | ---------------------------------- |
| Majorité (24 sièges)              |       |          |                       |                                    |
| Parti socialiste                  |       | PS       | 15                    | Somme à Gauche                     |
| Divers gauche                     |       | DVG      | 2                     | Somme à Gauche                     |
| Parti radical de gauche           |       | PRG      | 1                     | Somme à Gauche                     |
| Europe Écologie Les Verts         |       | EELV     | 1                     | Somme à Gauche                     |
| Parti communiste français         |       | PCF      | 4                     | Front de Gauche, PCF et apparentés |
| Divers gauche                     |       | App. PCF | 1                     | Front de Gauche, PCF et apparentés |
| Opposition (18 sièges)            |       |          |                       |                                    |
| Nouveau Centre                    |       | NC       | 8                     | Centre et indépendants             |
| Divers droite                     |       | DVD      | 5                     | Centre et indépendants             |
| Union pour un mouvement populaire |       | UMP      | 4                     | UMP et apparentés                  |
| UMP - Parti radical valoisien     |       | UMP-Rad  | 1                     | UMP et apparentés                  |
| Divers (4 sièges)                 |       |          |                       |                                    |
| Mouvement démocrate               |       | Modem    | 1                     | Avenir en Somme                    |
| Sans étiquette                    |       | SE       | 1                     | Avenir en Somme                    |
| Sans étiquette                    | 1     | SE       | Indépendants en Somme |                                    |
| Divers droite                     |       | DVD      | Indépendants en Somme | 1                                  |
| Président du Conseil Général      |       |          |                       |                                    |
| Christian Manable (PS)            |       |          |                       |                                    |

### Assemblée départementale en fin de mandature
| Parti                                | Sigle | Sigle    | Élus                               | Groupe                          |
| ------------------------------------ | ----- | -------- | ---------------------------------- | ------------------------------- |
| Majorité (24 sièges)                 |       |          |                                    |                                 |
| Parti socialiste                     |       | PS       | 11                                 | Somme à Gauche                  |
| Divers gauche                        |       | DVG      | 2                                  | Somme à Gauche                  |
| Parti radical de gauche              |       | PRG      | 1                                  | Somme à Gauche                  |
| Europe Écologie Les Verts            |       | EELV     | 1                                  | Somme à Gauche                  |
| Socialistes dissidents               |       | ex-PS    | 4                                  | Gauche solidaire et communistes |
| Parti communiste français            |       | PCF      | 2                                  | Gauche solidaire et communistes |
| Parti communiste français            | 2     | PCF      | Front de Gauche, PCF et apparentés |                                 |
| Divers gauche                        |       | App. PCF | Front de Gauche, PCF et apparentés | 1                               |
| Opposition (18 sièges)               |       |          |                                    |                                 |
| Union des démocrates et indépendants |       | UDI      | 11                                 | Centre et indépendants          |
| Divers droite                        |       | DVD      | 3                                  | Centre et indépendants          |
| Union pour un mouvement populaire    |       | UMP      | 4                                  | UMP et apparentés               |
| Divers (4 sièges)                    |       |          |                                    |                                 |
| Mouvement démocrate                  |       | Modem    | 1                                  | Avenir en Somme                 |
| Divers gauche                        |       | DVG      | 1                                  | Avenir en Somme                 |
| Debout la France                     |       | DLF      | 1                                  | Indépendants en Somme           |
| Divers droite                        |       | DVD      | 1                                  | Indépendants en Somme           |
| Président du Conseil Général         |       |          |                                    |                                 |
| Christian Manable (PS)               |       |          |                                    |                                 |

## Liste des conseillers généraux de la Somme
| Canton                 | Conseillers           | Partis | Partis                      | Groupes                                                                                          |
| ---------------------- | --------------------- | ------ | --------------------------- | ------------------------------------------------------------------------------------------------ |
| Abbeville-Nord         | Gilbert Mathon        |        | PS                          | Somme à Gauche                                                                                   |
| Abbeville-Sud          | Pascal Demarthe       |        | PS                          | Somme à Gauche                                                                                   |
| Acheux-en-Amiénois     | Jean-Paul Nigaut      |        | DVG                         | Somme à Gauche                                                                                   |
| Acheux-en-Amiénois     | Geneviève Lebailly    |        | DVG                         | Somme à Gauche                                                                                   |
| Ailly-le-Haut-Clocher  | Daniel Dubois         |        | UDI (NC jusqu'en 2012)      | Centre et indépendants                                                                           |
| Ailly-sur-Noye         | Brigitte Lhomme       |        | DVD                         | Centre et indépendants                                                                           |
| Albert                 | Stéphane Brunel       |        | DVG                         | Somme à Gauche                                                                                   |
| Amiens-Ouest           | Claude Chaidron       |        | PCF                         | Gauche solidaire et communistes (Front de gauche, PCF et apparentés de 2011 à 2014)              |
| Amiens-Nord-Ouest      | Gérald Maisse         |        | PCF                         | Gauche solidaire et communistes (Front de gauche, PCF et apparentés de 2011 à 2014)              |
| Amiens-Nord-Est        | Sarah Thulliez        |        | PS                          | Somme à Gauche                                                                                   |
| Amiens-Est             | Jean-Louis Piot       |        | PS                          | Somme à Gauche                                                                                   |
| Amiens-Sud-Est         | Brigitte Fouré        |        | UDI (NC jusqu'en 2012)      | Centre et indépendants                                                                           |
| Amiens-Sud-Est         | Olivier Mira          |        | UDI                         | Centre et indépendants                                                                           |
| Amiens-Sud             | Hubert de Jenlis      |        | UDI (UMP-Rad jusqu'en 2012) | Centre et indépendants (UMP et apparentés de 2011 à 2012)                                        |
| Amiens-Sud-Ouest       | Jean-Pierre Tétu      |        | EELV                        | Somme à Gauche                                                                                   |
| Amiens-Nord            | Francis Lec           |        | PS                          | Somme à Gauche                                                                                   |
| Ault                   | Emmanuel Maquet       |        | UMP                         | UMP et apparentés                                                                                |
| Bernaville             | Laurent Somon         |        | UMP                         | UMP et apparentés                                                                                |
| Boves                  | Olivier Jardé         |        | UDI (NC jusqu'en 2012)      | Centre et indépendants                                                                           |
| Bray-sur-Somme         | Marcel Guyot          |        | DVD                         | Indépendants en Somme                                                                            |
| Chaulnes               | Philippe Cheval       |        | DVD                         | Centre et indépendants                                                                           |
| Combles                | Dominique Camus       |        | UDI (NC jusqu'en 2012)      | Centre et indépendants                                                                           |
| Conty                  | Jean-Christophe Loric |        | Modem                       | Avenir en Somme                                                                                  |
| Corbie                 | Isabelle Demaison     |        | ex-PS (PS jusqu'en 2013)    | Gauche solidaire et communistes (Somme à Gauche de 2011 à 2013, Gauche solidaire de 2013 à 2014) |
| Crécy-en-Ponthieu      | Régis Lécuyer         |        | UDI (NC jusqu'en 2012)      | Centre et indépendants                                                                           |
| Domart-en-Ponthieu     | Dominique Proyart     |        | ex-PS (PS jusqu'en 2013)    | Gauche solidaire et communistes (Somme à Gauche de 2011 à 2013, Gauche solidaire de 2013 à 2014) |
| Doullens               | Christian Vlaeminck   |        | UDI (DVD jusqu'en 2012)     | Centre et indépendants                                                                           |
| Friville-Escarbotin    | David Lefèvre         |        | DVG (SE jusqu'en 2014)      | Avenir en Somme                                                                                  |
| Gamaches               | Daniel Destruel       |        | PS                          | Somme à Gauche                                                                                   |
| Hallencourt            | Claude Jacob          |        | PCF                         | Front de gauche, PCF et apparentés                                                               |
| Ham                    | Grégory Labille       |        | UDI (DVD jusqu'en 2012)     | Centre et indépendants                                                                           |
| Hornoy-le-Bourg        | Jannick Lefeuvre      |        | UDI (NC jusqu'en 2012)      | Centre et indépendants                                                                           |
| Molliens-Dreuil        | Jean-Jacques Stoter   |        | PRG                         | Somme à Gauche                                                                                   |
| Montdidier             | Catherine Quignon     |        | PS                          | Somme à Gauche                                                                                   |
| Moreuil                | Pierre Boulanger      |        | DVD                         | Centre et indépendants                                                                           |
| Moyenneville           | Bernard Davergne      |        | PS                          | Somme à Gauche                                                                                   |
| Nesle                  | Paul Pilot            |        | App. PCF                    | Front de gauche, PCF et apparentés                                                               |
| Nouvion                | Jean-Claude Buisine   |        | PS                          | Somme à Gauche                                                                                   |
| Oisemont               | Jérôme Bignon         |        | UMP                         | UMP et apparentés                                                                                |
| Oisemont               | Isabelle de Waziers   |        | UMP                         | UMP et apparentés                                                                                |
| Péronne                | Pierre Linéatte       |        | ex-PS (PS jusqu'en 2013)    | Gauche solidaire et communistes (Somme à Gauche de 2011 à 2013, Gauche solidaire de 2013 à 2014) |
| Picquigny              | René Lognon           |        | PCF                         | Front de gauche, PCF et apparentés                                                               |
| Poix-de-Picardie       | Marc Dewaele          |        | UDI (NC jusqu'en 2012)      | Centre et indépendants                                                                           |
| Roisel                 | Michel Boulogne       |        | ex-PS (PS jusqu'en 2013)    | Gauche solidaire et communistes (Somme à Gauche de 2011 à 2013, Gauche solidaire de 2013 à 2014) |
| Rosières-en-Santerre   | José Sueur            |        | UDI (NC jusqu'en 2012)      | Centre et indépendants                                                                           |
| Roye                   | Christine Lefèbvre    |        | PS                          | Somme à Gauche                                                                                   |
| Rue                    | Jean-Louis Wadoux     |        | UMP                         | UMP et apparentés                                                                                |
| Saint-Valery-sur-Somme | Nicolas Lottin        |        | DLF (SE jusqu'en 2012)      | Indépendants en Somme                                                                            |
| Villers-Bocage         | Christian Manable     |        | PS                          | Somme à Gauche                                                                                   |

Noms en gras : élus lors des élections cantonales de 2011

## Exécutif
| Titulaire | Titulaire           | Fonction           | Compétences                                                            |
| --------- | ------------------- | ------------------ | ---------------------------------------------------------------------- |
|           | Christian Manable   | Président          |                                                                        |
|           | Francis Lec         | 1er Vice-président | Finances                                                               |
|           | Claude Jacob        | 2e Vice-président  | Enfance                                                                |
|           | Sarah Thuilliez     | 3e Vice-présidente | Insertion                                                              |
|           | Isabelle Demaison   | 4e Vice-présidente | Autonomie                                                              |
|           | Jean-Jacques Stoter | 5e Vice-président  | Aménagement du territoire, Ruralité et Environnement                   |
|           | Pascal Demarthe     | 6e Vice-président  | Education                                                              |
|           | Jean-Louis Piot     | 7e Vice-président  | Culture et Coopération internationale                                  |
|           | Pierre Linéatte     | 8e Vice-président  | Infrastructures, Transports, Sécurité et Communications                |
|           | Catherine Quignon   | 9e Vice-présidente | TPE, Artisanat, Commerces, Création et Transmission d'entreprises      |
|           | René Lognon         | 10e Vice-président | PME, Zones d'activités économiques, Accueil et Recherche d'entreprises |
|           | Jean-Paul Nigaut    | 11e Vice-président | Agriculture                                                            |
|           | Jean-Pierre Tétu    | 12e Vice-président | Habitat, Logement, Cadre de vie et précarité énergétique               |
|           | Gilbert Mathon      | 13e Vice-président | Tourisme, Sport                                                        |

## Historique

### Évolution de l'assemblée départementale
|                  | Groupe | Groupe | Groupe | Groupe | Groupe | Groupe | Groupe |
| FG               | GS     | SG     | AS     | Ind.   | C&I    | UMP    |        |
| ---------------- | ------ | ------ | ------ | ------ | ------ | ------ | ------ |
|                  |        |        |        |        |        |        |        |
| 1er avril 2011   | 5      | -      | 19     | 2      | 2      | 13     | 5      |
| 1er janvier 2012 | 5      | -      | 19     | 2      | 2      | 13     | 5      |
| 1er janvier 2013 | 5      | -      | 19     | 2      | 2      | 14     | 4      |
| 1er janvier 2014 | 5      | 4      | 15     | 2      | 2      | 14     | 4      |
| 1er janvier 2015 | 3      | 6      | 15     | 2      | 2      | 14     | 4      |